# 二十年後 (オー・ヘンリーの小説)
『二十年後』（にじゅうねんご、英語: After Twenty Years）は、オー・ヘンリーの短編小説。初出は1906年刊行の短編小説集『四百万』 。

## あらすじ
ボブとジミー・ウェルズはある場所で20年後に再会する約束をした。ボブが待っていると夜中に巡回中の警察官がやってきて、ボブはジミーとの約束や西部での成功体験を語る。警察官が去った後、 ジミーと思しき背の高い男が現れ、2人は共に歩き始めるが、明るい場所に出たところでボブは背の高い男がジミーではないことに気付く。背の高い男の正体は警察官であり、指名手配されていたボブを逮捕しに来たのであった。警察官がボブに手渡した手紙から、最初に現れた警察官がジミーであり、ボブが指名手配犯であることに気付いたが自身の手で旧友を逮捕したくなかったため、別の私服警官を派遣したことが明かされる。

## 作品解釈
作中では、堅実な人生を歩んだジミーに対しては無批判であるのに対して、犯罪に走ったボブに対しては鉄槌を下している。これはボブ個人を批判したというよりはボブのような人間全体、すなわち法を犯してまでアメリカン・ドリームを追い求めるような人間を批判したものと解釈できる。具体的には同時代を生きたダイアモンド・ジム・ブレイディを批判したとみることができる。ブレイディがボブのように法に触れたという証拠はないが、ニューヨークで生まれ、一代で財を成し、ダイヤモンドや美食を愛したことが共通しており、20年前にボブとジミーが食事したレストランの名が「ビッグ・ジョー・ブレイディズ」とブレイディの名を含んでいること、ジムの愛称形の1つ「ジミー」が登場人物の名に使われていることから、オー・ヘンリーがブレイディを意識して書いたことは疑う余地がない。当時の読者もブレイディとボブの類似性に気付きながら読んでいたと思われるが、この小説が執筆された当時ブレイディは存命中であったため、オー・ヘンリーはボブの逮捕という衝撃の瞬間で筆を置き、ボブないしブレイディに対する批判の一切を読者に委ねたのであった。こうした拝金主義の悪徳な人物と対極の人物として、地味ながら勇気や誠実などと表現すべきジミーを登場させ、両者をぶつけている。
意外な結末（サプライズ・エンディング）は、一歩間違えば馬鹿馬鹿しい読者騙しとして批判を浴びやすいものであり、用意周到かつ隙間なく伏線を張り、トリックを練り上げ、スリルとサスペンスを掻き立てて一気に意外な事実を突きつけ、その瞬間に作者の意図と作品全体の構成と意味を明示しなければ成立しない。要するに、その驚きが読者の感情に訴えかけてくるだけの「情緒的な深み」をも含まなければならない。こうした意味で金子光茂は、オー・ヘンリーは意外な結末を多用してきたが、短編として世界的名声を得た作品は『二十年後』のほかにないと述べている。

## メディア化
- 1987年にコネチカット州オールド・グリニッジ（英語版）のリスニング・ライブラリーが制作した磁気テープコレクション「オー・ヘンリーのお気に入り」（O. Henry Favorites）に収録された。
- 1989年にリチャード・キーツとグレン・トンプソンの主演で短編映画『二十年後』（After Twenty Years）が製作された[1]。
- 2001年にウィリアム・ロバーツが編集したコンパクト・ディスクコレクション『アメリカ古典短編集』（Classic American Short Stories）にオー・ヘンリーの作品5篇のうちの1篇として収録された。
- 1996年、テレビ東京系列で放映されていた連続刑事ドラマ「刑事追う!」の最終回「再会」にて、同作を翻案したストーリーで作られた（脚本：中岡京平、久里子亭）。
- 1933年に、川村花菱によって『上州土産百両首』の外題で歌舞伎に翻案され、六代目・尾上菊五郎と初代・中村吉右衛門により初演されている。この作品は井上金太郎監督によってただちに映画化され、後に藤山寛美によって松竹新喜劇でも上演されている。さらに2019年には、三代目・桂南光によって落語としても演じられている。

## 英語教材としての利用
オー・ヘンリーの作品は無駄のない状況描写と意外な結末を特徴としており、学習者の興味をひきやすい。日本の中等教育の場では『二十年後』が英語教材として利用され、2015年までに3社の教科書に平易な英語に書き直されて掲載された。また大学向けの英語学習教材にも採用実績があり、注を付して原文のまま掲載されている。多くはリーディング教材（長文問題）としての扱いであるが、開拓社の高校英語教科書Pioneer  English Iでは文法や単語などを総合的に学ぶ正式な課として扱われた。授業実践としては、登場人物の心情や場面を想像させるグループ学習の事例が報告されている。